# Lipid
Lipider är inom kemin ett samlingsnamn på en stor grupp ämnen bestående av fetter och fettliknande ämnen. Själva definitionen av en lipid är otydlig och vag men det omfattar vanligtvis ämnen från levande organismer som är lösliga i opolära lösningsmedel och olösliga i vatten. Det är således främst ämnets fysikaliska egenskaper och biologiska förekomst som avgör huruvida ämnet är en lipid eller inte.

## Fettsyror, triacylglycerider (fett och fettoljor) och vax

### Fettsyror

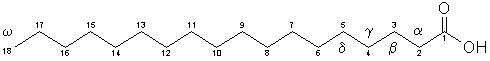
En fettsyra, stearinsyra. Beteckningarna på de olika kolatomerna varierar. Omega-kolet är den kolatom som sitter längst från karboxylgruppen. En omega-3-fettsyra har en dubbelbindning tre kolatomer från slutet.

Fettsyror är karboxylsyror som enbart består av kol, väte och syre samt bara innehåller en karboxylgrupp som är bunden till en alkylgrupp. De mättade fettsyrorna har den allmänna formeln CH3(CH2)nCOOH, där n vanligtvis är ett tal mellan 2 och 18. Med fettsyror menas underförstått att alkylgruppen är lång och ogrenad. Däremot kan alkylgruppen vara omättad, det innebär att det finns dubbelbindningar mellan två eller flera kolatomer vilket innebär att fettsyran inte är mättad på vätejoner. Dubbelbindningen leder till en veckning av molekylärstrukturen.

### Triglycerider

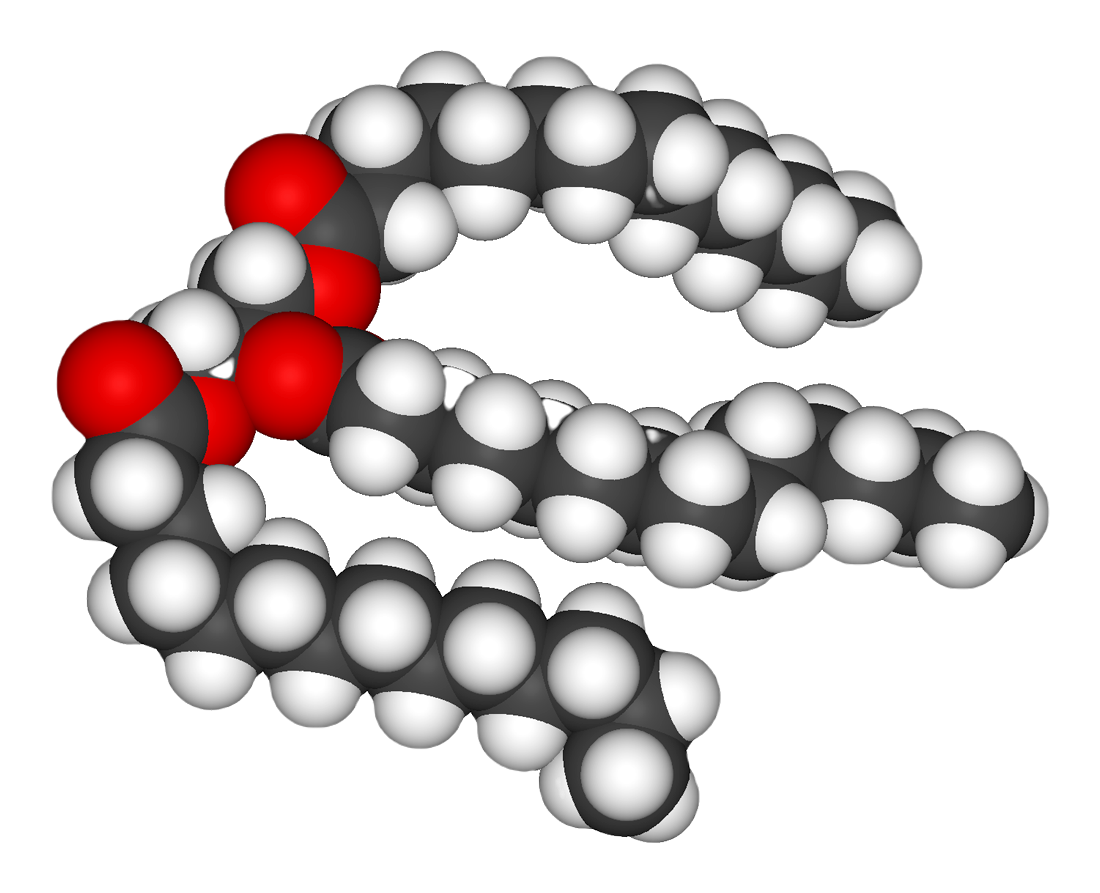
En spacefilling model av en triglycerid

En fleromättad triglycerid. Till vänster: glycerol, höger, uppifrån och ned: palmitinsyra, oljesyra, alfa-linolensyra, kemisk formel: C_{55}H_{98}O_{6}

Ofta används fett och lipider som synonymer men fett är en undergrupp av lipider som mer strikt går under beteckningen triglycerider. Triglycerider består av glycerol som förestrats med tre fettsyror. Triglycerider i flytande form brukar gå under beteckningen oljor. De kemiska egenskaperna hos triacylglyceriderna bestäms av de ingående fettsyrorna. Triglycerider förbränns av kroppens celler under utvinning av energi genom beta-oxidation.

### Vax
Vaxer är inom kemin en ester av en högre fettsyra och en högre alkohol, så kallad fettalkohol. De kan vara blandningar av flera olika fetter och mineraloljor. De har allmän formel CH3(CH2)nCOOC(CH2)mCH3. Rent allmänt avses med vax en produkt med vaxliknande konsistens, till exempel bivax och öronvax.

## Membranbildande lipider
Alla levande organismer består av celler som utgör dess minsta funktionella enheter. Cellernas avgränsning mot omvärlden består av cellmembran som gör att organismerna kan koncentrera olika ämnen och använda olika gradienter för att driva olika processer. Membranet består vanligtvis av fosfolipider, kolesterol och olika proteiner. De kemiska egenskaperna hos de olika ingående ämnena är en förutsättning för cellens funktion.

### Fosfolipider
Fosfolipider är huvudbeståndsdelen i alla biologiska membran och utgör stommen i cellmembranen.
De har en hydrofob (vattenavstötande) och en hydrofil (vattenattraherande) ände vilket ger molekylen amfifila egenskaper. I övrigt är ämnet opolärt och har endast svaga van der Waals-bindningar mellan molekylerna. Detta gör att laddade och polära molekyler har mycket svårt att passera genom cellmembranet. Neutrala ämnen, som syre och koldioxid, kan passera utan svårighet.
Fosfolipider är fosfatestrar av glycerol. De är estrar med två molekyler fettsyra och en molekyl fosforsyra. Fosforsyran har dessutom bildat ester med ytterligare en alkoholgrupp som oftast också innehåller en aminogrupp. 

#### Sfingolipider
Sfingolipider finns både i cellmembran och runt neuroner (nervtrådarna), det vill säga de har isoleringsfunktioner och ingår i myelin som sitter runt neuroner. Sfingolipider innehåller ej glycerol. Dessa byggs upp kring långkedjad alkohol - sfingosin.
Sfingolipider ingår i cellmembraner som membranlipider.

#### Glykolipider
Glykolipider innehåller en eller flera sockermolekyler bland annat D-galaktos, D-glukos. Glykolipider återfinns ofta på cellmembranets utsida.

### Isoprenoider

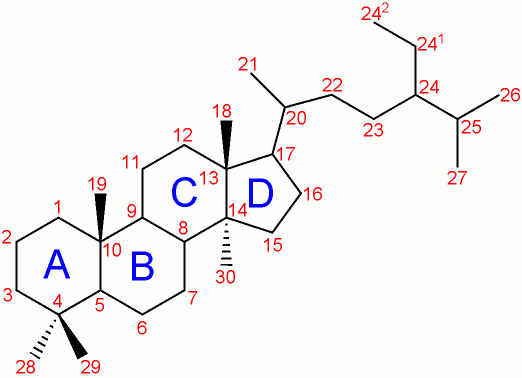
Steroidskelettet som är mallen för en mängd viktiga biologiska ämnen.

### Steroider
Steroider är en typ av lipider som kännetecknas av fyra sammankopplade kolväteringar. De har många funktioner i levande organismer. Den vanligaste steroiden är kolesterol. Kolesterol finns hos människan i cellmembranen och i det centrala nervsystemet, men också till exempel i gallan. Många hormoner är steroider, till exempel könshormonet testosteron. Steroidhormoner är en viktig grupp hormoner.

### Karotenoider
A-Vitamin, Karoten (Färgämnet i bland annat morötter).

## Biologisk funktion

### Fettlösliga vitaminer
De fettliknande eller fettlösliga vitaminerna (A, D, E och K) finns mest i fetare livsmedel. För att kroppen skall kunna ta upp dem ur födan behövs gallan, som hjälper till med matsmältningen av alla sorters fettämnen. Gall- och leversjukdomar av olika slag kan därför ge vitaminbrist, även om maten innehåller tillräckligt med vitaminer. De fettlösliga vitaminernas funktioner är mycket varierande och dessutom inte lika väl utforskade som de vattenlösliga.